# Volcà Agua
El volcà Agua, també conegut com a Hunahpú pels maies, és un volcà inactiu situat entre els municipis de Santa María de Jesús i Ciudad Vieja, al departament de Sacatepéquez; i els municipis d'Escuintla i Palín, tots dos al departament d'Escuintla, al centre-sud de Guatemala. Es troba a pocs quilòmetres de la ciutat colonial d'Antigua Guatemala. Arriba a una altitud de 3766 msnm, i la seva última erupció data de principis del període de l'Holocè. Al vessant del volcà hi ha cultius de cafè. Més amunt cultius de blat de moro i prop del cim hi ha bosc verge. Al cim, a l'àrea de concavitat del cràter, s'hi poden trobar concentracions d'aigua i antenes de telecomunicacions. La població més propera al cim és el poble de Santa Maria de Jesús, fins on arriba la carretera, i d'on generalment s'inicia l'ascensió a través de seders.

## Descripció

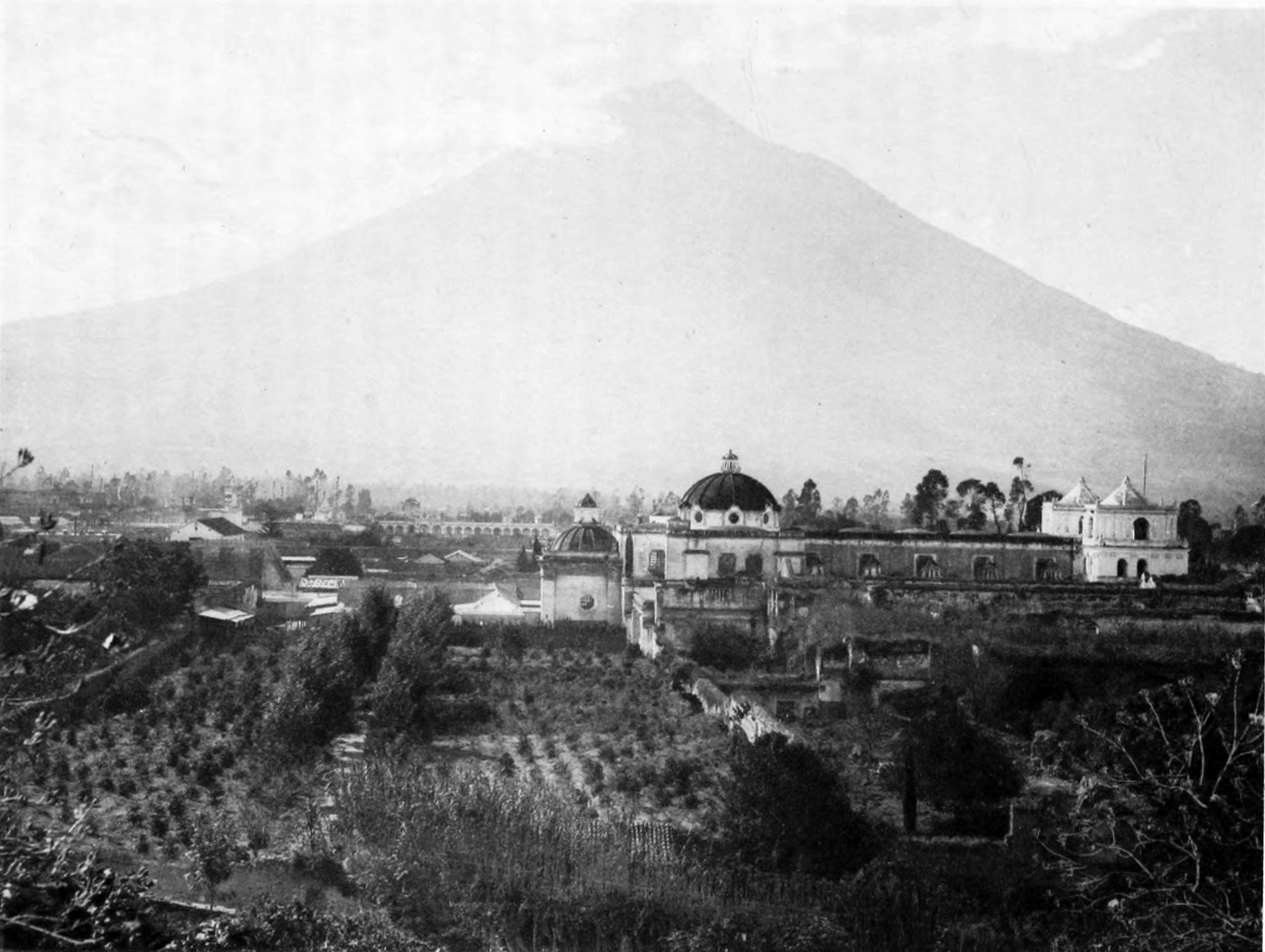
Volcà Agua el 1895; al capdavant, l'església de la Merced. Fotografia d'Alfred Percival Maudslay.

El nom espanyol del volcà prové del corrent d'aigua i fang que va baixar l'any 1541 del volcà després de tres dies de tempesta. Destruint el segon assentament de la capital de Guatemala, que s'havia establert al nord del modern poble de Ciudad Vieja. Aquest fet es recompta en una novel·la del segle xix, La hija del Adelantado, de l'escriptor i historiador guatemalenc José Milla i Vidaurre.
També hi ha la teoria que el volcà hauria estat actiu fins a l'arribada de Pedro de Alvarado i els seus soldats el 1524 i des de llavors es trobaria inactiu.
Els indígenes de la regió el coneixien com el gran «Hunahpú», un dels déus en la cosmovisió maia, en la religió original dels pobles nadius de Guatemala, tal com es relata en el Popol Vuh. Els kaqchikels a la regió continuen anomenant-ho Hunahpú, nom que també li van donar els colons espanyols fins a la devastació susdita de la segona Ciutat de Santiago de Guatemala. El Hunahpú és proper als pics del volcà de Fuego (en kaqtxikel: Chi'gag), actiu, i l'Acatenango, inactiu. A certa altura hi havia prou gel perquè els indígenes el transportessin a l'esquena fins a Antiga Guatemala o Escuintla en carregaments que pesaven fins a 75 kg, però això va desaparèixer a principis del segle xx amb l'arribada dels refrigeradors.

### Descripció de Domingo Juarros el 1818
L'historiador Domingo Juarros descriu al volcà en la seva obra Compendio de la historia de la Ciudad de Guatemala de 1818 com una «muntanya cèlebre i gegant» al sud d'Antigua Guatemala i que és anomenada de manera «vulgar, impròpia i fins i tot contradictòriament com a volcà de Agua». Juarros proporciona les dimensions del volcà: un vessant estès de divuit llegües (87 km aproximadament) de circumferència que ocupa tota la part meridional de la vall i per la qual s'han de recórrer tres o quatre llegües (entre 15 i 20 km) per arribar al cim de la muntanya. L'activitat agrícola del seu vessant li donava un matís amb quadres multicolors on es cultivava fesol, fustes, blat de moro, hortalisses i nombroses flors. Els indígenes ascendien a la muntanya per recollir gel per a les ciutats properes i hi havia molta caça i aiguavessos cristal·lins.
La cimera del volcà, segons Juarros, tenia 140 vares castellanes de nord a sud i 120 vares d'est a oest. El cràter no era pla, sinó «còncau a manera de caldera» i des d'allà es podia albirar perfectament la ciutat d'Antiga Guatemala, Amatitlán i el llac del mateix nom. Fins i tot llocs tan distants com les províncies de Suchitepéquez, Soconusco i fins a la plana de Chiapas a l'oest, i la de Sonsonate, Santa Ana i San Salvador a l'est; al nord i al sud es poden albirar els oceans Atlàntic i Pacífic, respectivament.

## Fets rellevants

### Terratrèmol i inundació de 1541
Juarros explica que la població de Ciudad Vieja no va poder prosperar perquè després de catorze anys de ser fundada va ser arrasada per «un formidable torrent d'aigua que va baixar del volcà Agua l'11 de setembre de 1541; el torrent va portar grans roques que van destruir una part dels edificis i van malmetre'n la resta». La ciutat va quedar destruïda i els supervivents desemparats. La governadora Beatriz de la Cueva havia mort durant el desastre, produït poc després de la mort del seu marit, l'adelantado Pere de Alvarado i ella fos nomenada governadora per l'Ajuntament. Els pobladors van demanar llavors a Francisco de la Cueva que posés a disposició la vara d'adelantado de la seva difunta germana i va celebrar cabildo el 17 i 18 de setembre, en què van ser seleccionats el bisbe Francisco Marroquín i el propi Francisco de la Cueva com a governadors interins. Els veïns també van voler tractar el punt del trasllat del poblat a una àrea allunyada del volcà Agua, però no van poder perquè la sessió —que se celebrava a la catedral del poble— va ser interrompuda per diversos tremolors que van fer que els presents fugissin.

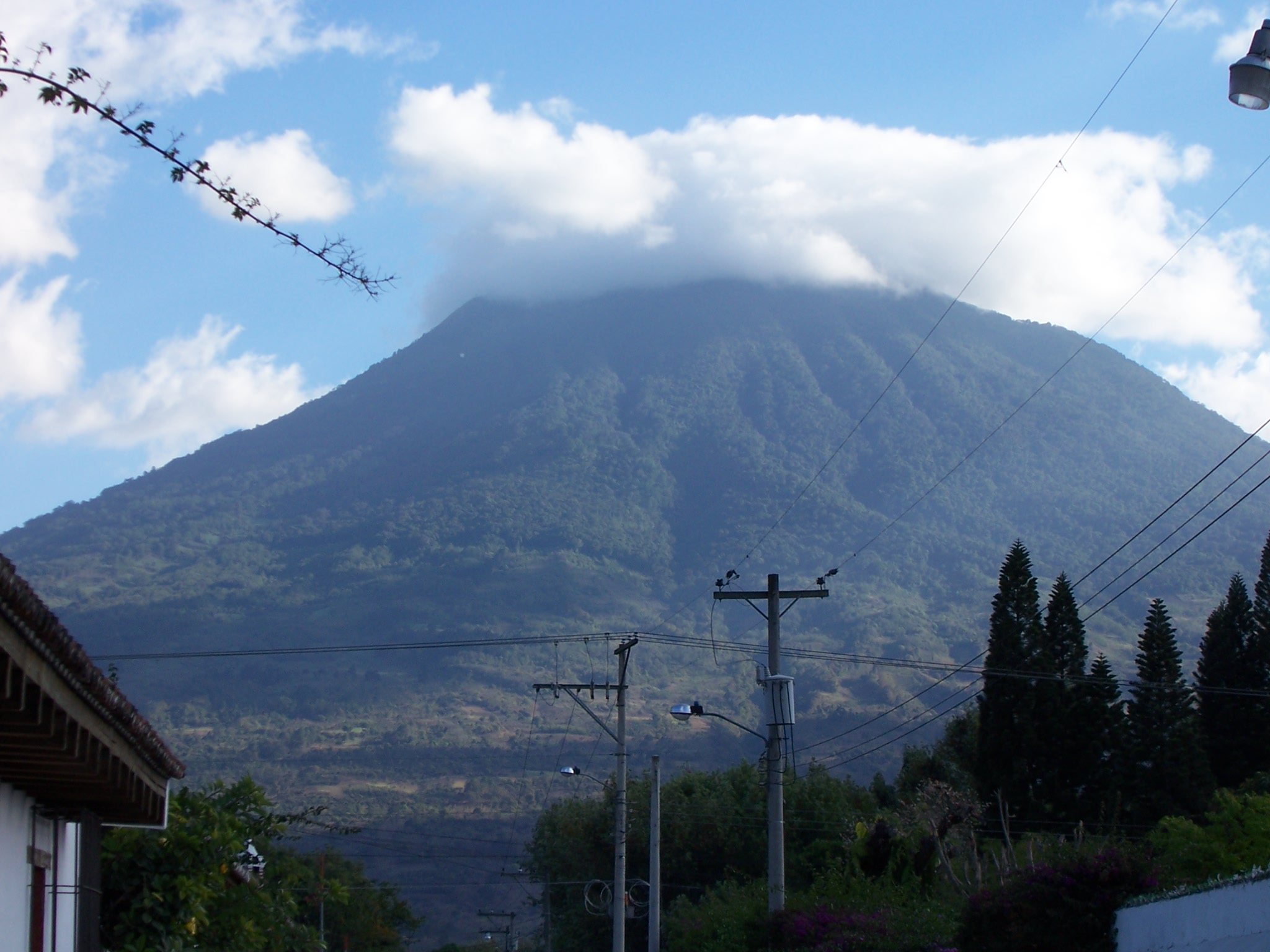
Volcà Agua tal com s'aprecia des de Ciudad Vieja, el 2007.

El 27 de setembre es va elegir una comissió de dos alcaldes i onze ciutadans perquè inspeccionessin l'àrea i recomanessin un nou lloc per traslladar-hi la ciutat. Al cap de dos dies van retornar assegurant que el lloc idoni era la Vall de Tianguecillo, on el consell municipal va ordenar que es traslladessin els pobladors. Tanmateix, abans que es fes el trasllat, va arribar l'enginyer Juan Bautista Antonelli, constructor de ciutats i viles, que va recomanar que la ciutat fos traslladada a la vall de Panchoy —o vall del Tuerto—. Perquè «s'aparta del perill dels volcans, que mai no podran inundar-la, està arrecerada al Nord amb els turons que l'envolten. Té abundància d'aigua, que naixen molt altes corren per aquesta vall sobre la faç de la terra, i es poden canalitzar i portar fàcilment a tot arreu. Aquest terreny és planer, i per això còmode per a la formació de les places, carrers i cases; i tan dilatat, que per molt que creixi la Ciutat, tindrà terra on estendre's, fins a vuit, o nou llegües de circumval·lació. A més, que aquest lloc està sempre banyat de sol. És tan fèrtil, que tot l'any es veu cobert d'herba. Per aquesta part és bo per pasturar-hi el bestiar. [Finalment], als voltants hi ha gran proporció per fabricar teules, maó i toves, ja que als turons que envolten la vall es troben pedreres a distància de dues o tres milles; i no lluny es troba la calç i el guix.»

### Expedició del matrimoni Maudslay el 1895
El 1895, l'arqueòleg Alfred Percival Maudslay i la seva esposa Anne Cary Maudslay van visitar Guatemala i van ascendir el volcà, deixant constància de la seva aventura. L'ascens va tenir aproximadament mil sis-cents metres a partir del poblat de Santa María de Jesús, on van passar la nit. Ja en aquella època el camí estava en bones condicions i no hi havia trams amb ascensos pronunciats. Les mules que muntaven perdien el peu en alguns punts on les taltuses havien cavat els seus caus, però sense més conseqüències. La jornada es va iniciar per uns boscos joves, i després per plantacions de blat de moro, préssec i fins i tot patata, però això canviava constantment a mesura que avançaven. Algunes vegades es trobaven amb la gran mola del volcà de Fuego davant seu, amb una gran varietat de formacions ennuvolades, i altres vegades podien veure la ciutat d'Antiga Guatemala. En arribar a la regió on els indígenes recollien el gel, els esposos Maudslay van ser envoltats per un núvol de rosada i tota la regió es va fer cada vegada més freda fins que van arribar a la vora del cràter. Llavors van baixar de les seves muntures i van caminar fins al fons del cràter, ja que el volcà s'havia extingit feia segles. A excepció del punt pel qual havien accedit, les parets del cràter s'alçaven fins a cent metres d'alçada per sobre d'on es trobaven.
La nit va ser difícil per als exploradors, que van reportar una foscor absoluta i un fred intens amb vents gelats. A l'alba, i amb gran dificultat per acostumar-se al fred i a la falta d'oxigen, van escalar a la vora del cràter i van albirar nombroses muntanyes i fins i tot van arribar a observar a l'est, a la llunyania, el cràter actiu del volcà d'Izalco a El Salvador. A prop d'ells es podia observar el llac Amatitlán i més a prop encara, el volcà de Fuego. El que els va impressionar més, va ser l'ombra que projectava el mateix volcà de Agua sobre el de Fuego. El retorn va ocórrer sense novetats i cap a migdia tornaven a ser a Santa Maria de Jesús.
Basada en aquesta experiència, Anne Madsley va explicar que l'aigua del cràter del volcà no hauria pogut destruir la ciutat vella de Santiago l'11 de setembre de 1541. «La causa d'aquesta catàstrofe és generalment atribuïda al trencament d'una de les vores d'un llac que s'hauria format al cràter del volcà extingit. Examinant el cràter, s'adverteix que no és una explicació probable. S'observa que l'obertura que té el cràter està en la direcció oposada, i per tant l'aigua que n'hagués sortit no hauria pogut afectar la població. Encara més, no hi ha cap evidència que demostri que la porció inferior del cràter —que encara està intacte— hagi allotjat grans quantitats d'aigua. De fet, el més probable és que s'hagi acumulat aigua aquests dies tempestuosos en una obstrucció temporal de les clivelles profundes que hi ha al vessant d'aquesta gran muntanya. I posteriorment, un lliscament de terra hagi provocat el mal sense que hi hagués una erupció o algun esdeveniment sobrenatural, com els reportats pels cronistes de l'època».

### Declaració com a àrea protegida
El Volcà Agua va ser declarat una àrea protegida el 1956 i cobreix una àrea de 12.600 ha. El 21 de gener de 2012, dotze mil guatemalencs van formar una cadena humana fins al cim del volcà Agua per protestar contra la violència domèstica.
A la cimera del volcà hi fa fred i hi pot haver vents forts. L'última nevada que va passar sobre el volcà, va passar el gener del 1967 i es va poder observar que la neu en va cobrir el cim completament.

## A la literatura
L'escriptor guatemalenc José Milla y Vidaurre va escriure la novel·la La hija del Adelantado en què descriu la vida a l'antiga capital de Santiago els mesos anteriors a la inundació que va baixar l'11 de setembre de 1541 del vessant del volcà Agua. 

## Galeria

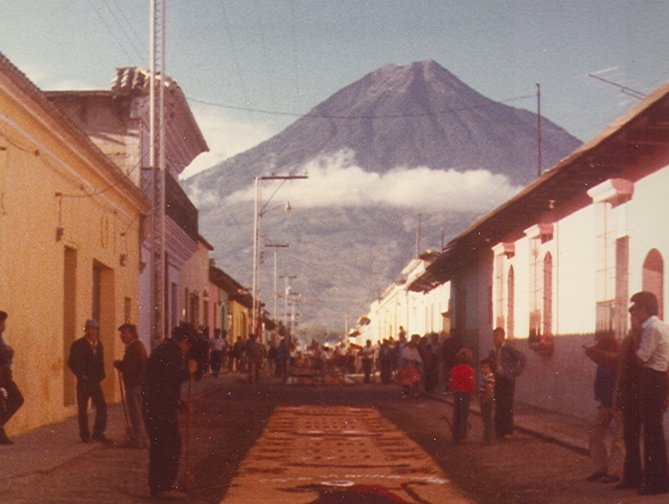
Volcà Agua vist des d'Antigua Guatemala
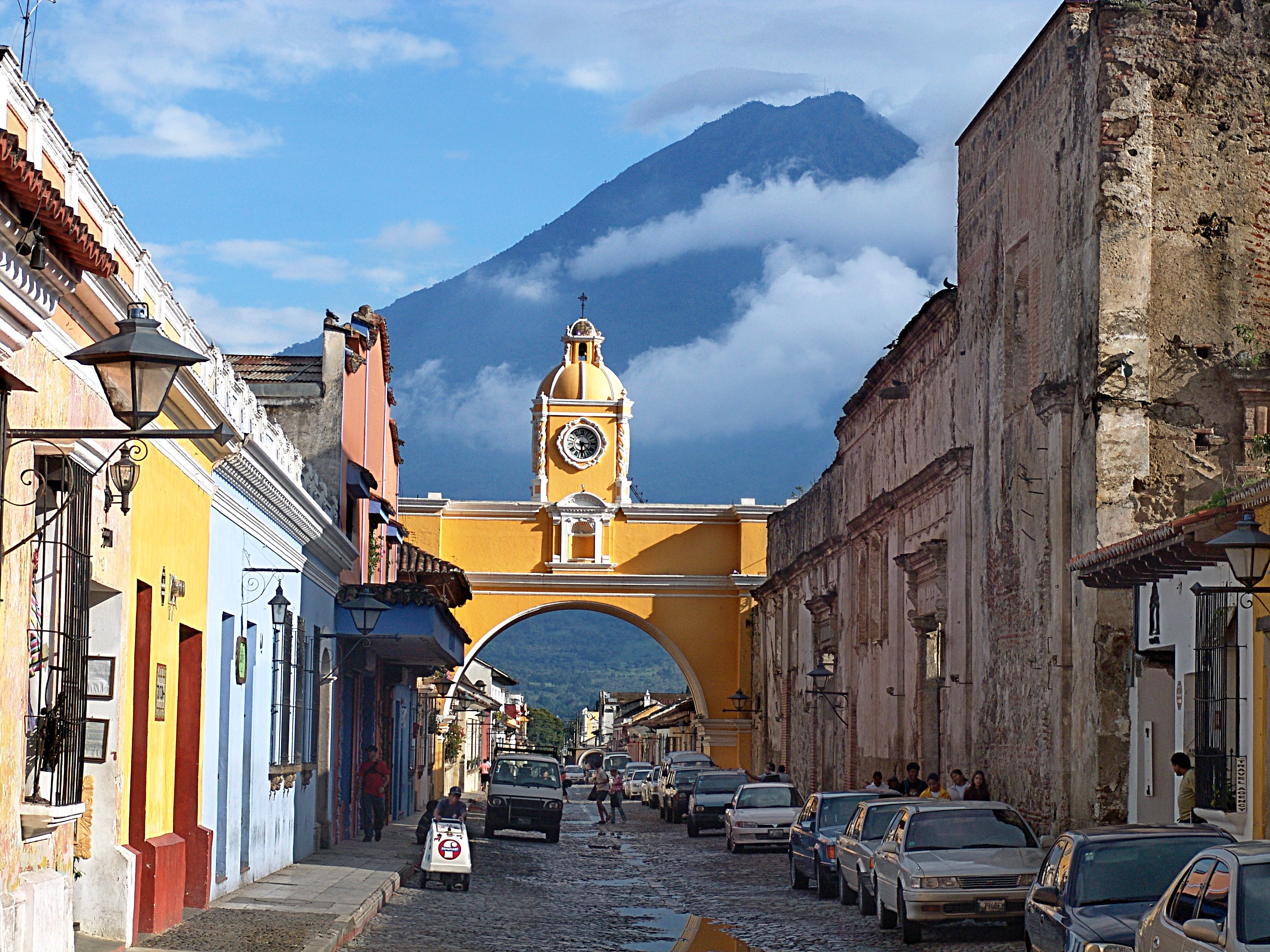
Volcà Agua darrere de l'Arc de Santa Catalina d'Antigua
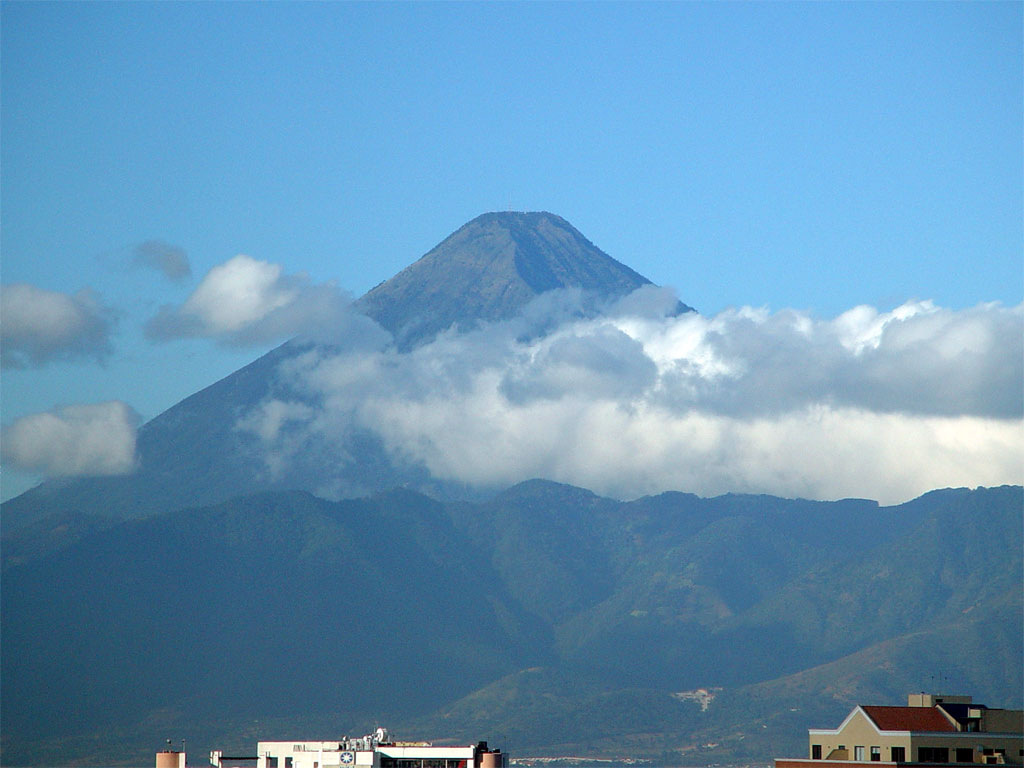
Foto del Volcà d'Aigua, presa des de l'edifici Unicentro a la Zona 10 de la Ciutat de Guatemala
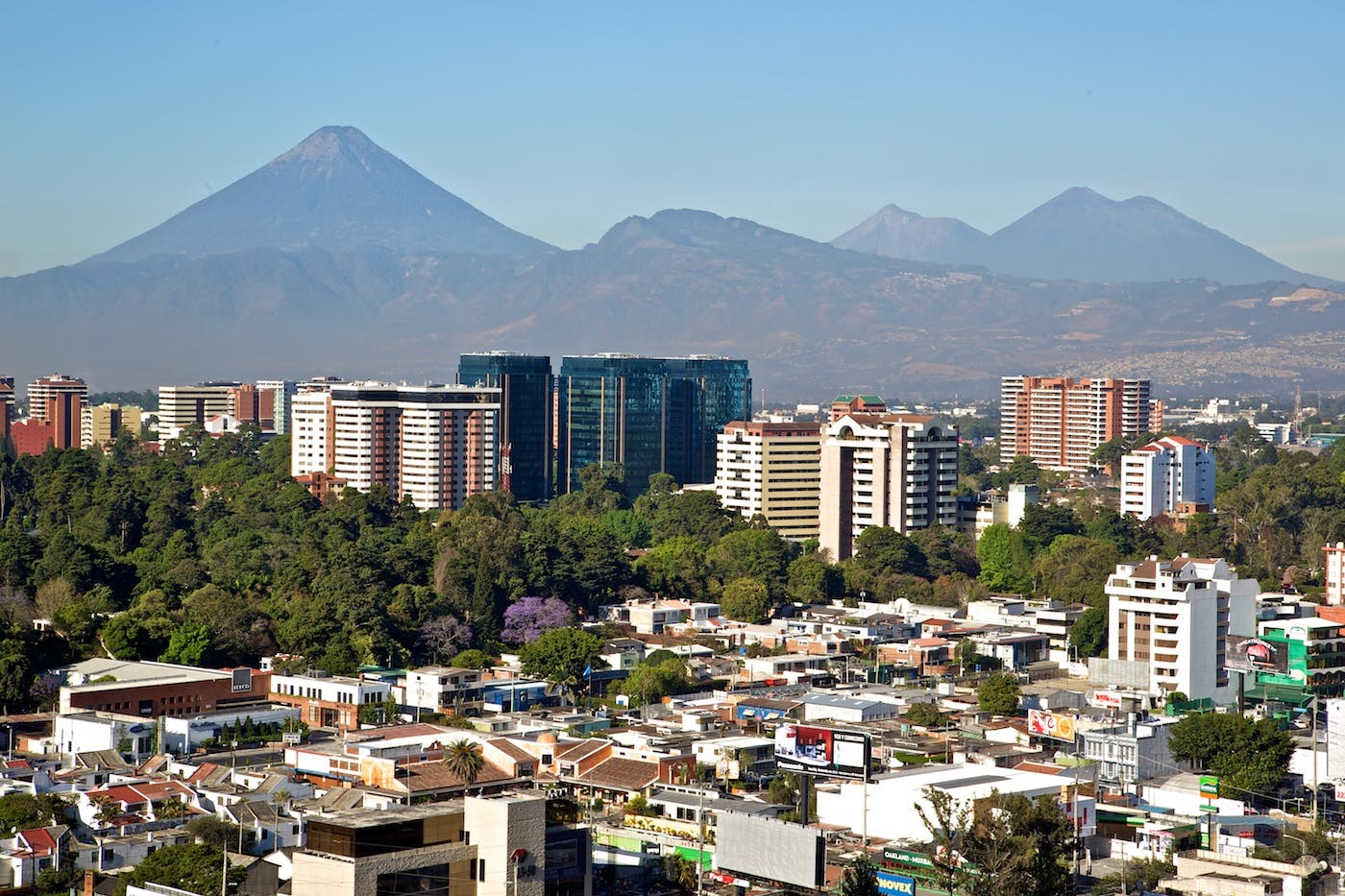
Vista dels volcans Agua, Acatenango i Fuego des d'Antigua Guatemala
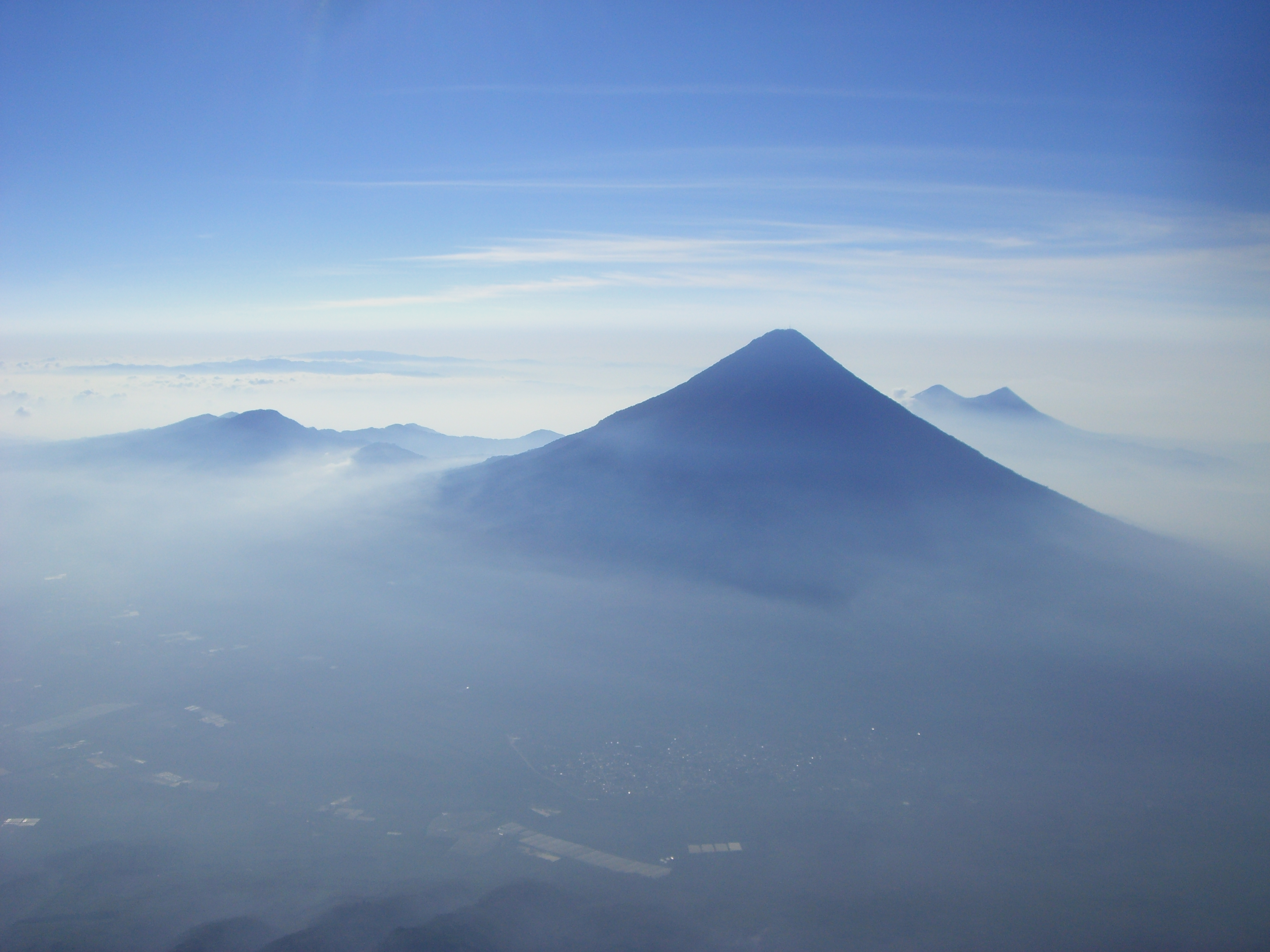
Volcà Agua vist des del volcà Acatenango